# Honeydripper
Honeydripper aus dem Jahr 2007 von Independentregisseur John Sayles spielt im heißen amerikanischen Jim Crow-Süden des Jahres 1950 nach einem Drehbuch von John Sayles. Es spielen Danny Glover, Charles S. Dutton, LisaGay Hamilton, Yaya DaCosta und der Musiker Gary Clark Jr. in seinem ersten Film. Der Film handelt von Diskriminierung und Bürgerrechten, dem Glauben, von Schuld und Alter – und von dem Moment, als der Blues zum Rock ’n’ Roll wurde.

## Handlung
In der Baumwoll-Stadt Harmony, Alabama betreibt Tyrone ‚Pinetop‘ Purvis 1950 das hölzerne, schäbige Juke Joint Honeydripper, in dem außer einem Trinker und Freund Maceo kaum je ein Gast ist. So kann er die Blues-Veteranin Bertha Mae nicht mehr bezahlen. Im Gegensatz zum Honeydripper floriert die elektrifizierte Bar Ace of Spades gegenüber und scheint die Baumwollpflücker und die Soldaten des Stützpunkts magisch anzuziehen. Seine hübsche Stieftochter China Doll hilft hinter dem Tresen, seine Frau Delilah, die innerlich derzeit zwischen zwei Glaubensgemeinschaften steht, poliert das Silber bei Miss Amanda, die dem Likör zugetan ist. Purvis und Maceo ergehen sich sonst zwischen Spinnweben in Anekdoten über die gute alte Zeit. Maceo repariert den altersschwachen Generator, da Licht und Jukebox aus sind, als Sheriff Pugh, ein Rassist, den Betrieb inspiziert. Er schaut „nach dem Rechten“, droht ihm und seiner Familie, und weiß von dem Gerücht, ‚Pinetop‘ Purvis habe einen Menschen auf dem Gewissen. Dem mafiösen Vermieter schulden sie so viel Geld, dass das Gebäude in ein oder zwei Wochen den Besitzer wechseln wird. „Mädchen für alles“ Maceo und Boogie-Woogie-Pianist Purvis sind bereit, alles auf eine Karte zu setzen, und heuern für einen Abend den Radiostar Guitar Sam aus New Orleans an.
Sie verteilen Plakate. Zeitgleich trifft der mittellose Fernmelder Sonny am Bahnhof mit einem Gitarrenkoffer ein. Er begegnet dem blinden Jazz-Gitarristen Possum, der dort immer orakelnd herumsitzt. Die Sängerin Bertha Mae entschläft friedlich in häuslicher Umgebung. Sonny verirrt sich in den Honeydripper, wo er eine warme Mahlzeit bekommt und sich in China Doll verliebt. Die Plackerei in den Baumwollfeldern und Gospel und prophetische Reden in der Kirche sind zu sehen. Der bankrotte Purvis unterschlägt eine Whisky-Lieferung und vergreift sich an den Ersparnissen für China Doll. Sheriff Pugh liest an der Landstraße den unschuldigen Sonny auf und verpflichtet ihn zur Arbeit in den Baumwollfeldern. Purvis hat Streit mit seiner Frau, die ihn der Gottlosigkeit bezichtigt. Bei einem Wutanfall tritt er gegen den Gitarrenkoffer, aus dem ein verwegen aussehendes Gerät mit losen Drähten hervorragt. Sonny ist offenbar der Erfinder der E-Gitarre. Purvis verdutzt zu Maceo: „Aus welchem Grund nur sollte man eine Gitarre verstärken wollen?“
Guitar Sam ist jedoch nicht im einfahrenden Zug, sondern liegt bis auf Weiteres im Spital in Little Rock. ‚Pinetop‘ Purvis singt Going Down Slow. Sonny lernt in den Feldern zwei Streithähne kennen. Purvis hat derweil einen Geistesblitz. Er will Sonny vom Sheriff freikaufen. In einer demütigenden Verhandlung einigen sie sich auf 50 Dollar bar plus Naturalien von Purvis’ Frau. Purvis und Maceo stellen weiter die Veranstaltung auf die Beine mit Laubsäge und Mundpropaganda.
Abends ist der Honeydripper gerammelt voll. Währenddessen traut sich Delilah, im Gottesdienst der Pfingstbewegung nach vorne zu treten. Viele unbekannte Gesichter sind zu sehen, GIs mit Freundinnen, die Streithähne sind anwesend (mit Messer und Pistole in der Jacke), der Albtraum-Sheriff kommt vorbei, auch Possum ist zugegen. China Doll ist verantwortlich dafür, im Notfall die Kasse mit den Einnahmen in Sicherheit zu bringen. Delilah trifft in letzter Sekunde von der Kirche ein, um Sheriff Pugh vereinbarungsgemäß sein Fried Chicken zu überreichen.
Sonny wirft seine Maschine an und spielt in ohrenbetäubender Lautstärke Good Rockin’ Tonight, das romantische Blue Light Boogie und China Doll mit Purvis am Klavier. Der Generator bewältigt die Stromstärke. Purvis’ Flashback nun in voller Länge: wie er als Jugendlicher in einer Bar einem Rivalen mit dem Messer den Bauch aufschlitzte. Possum schaut ihn quer über die Tanzfläche vorwurfsvoll an. Der Vermieter wird ausbezahlt, Maceo erwärmt sich nach langer Zeit wieder für seine Freundin. Die Streithähne gehen aufeinander los, Purvis schreitet ein und zwingt inmitten von Rock-’n’-Roll-Paaren die Heranwachsenden auseinander: „Diese Welt ist voll von Leuten, die für uns keine Verwendung haben, und uns im Grab sehen wollen. Denen helfen wir nicht.“ Er beschlagnahmt die Mordwaffen. Die Gäste bekommen mit, dass sie keineswegs Guitar Sam lauschen, stören sich aber nicht weiter daran. Slick, der Witwer von Bertha Mae, sitzt auf dem Friedhof mit Whisky auf dem Grabstein, und hat sich unter dem Radau endlich mit dem Verlust seiner Frau abgefunden. Die höllisch laute E-Gitarre ist im Unterschied zum Klavier auch tragbar, wie Proto-Chuck Berry Sonny beweist, der aus dem Lokal spaziert ohne aus dem Takt zu geraten und sein Konzert auf einer Motorhaube fortsetzt.
Purvis sieht bei den Aufräumarbeiten am nächsten Morgen Possum mit Blindenstock und Gitarre aus der Stadt ziehen, welcher aber vermutlich ohnehin nur ein Geist war.

## Hintergründe
Gedreht wurde in Alabama und dort insbesondere in Greenville, in Georgiana, Anniston, und in Midway.
Es gibt kein Lip-Sync in dem Film. Lediglich auf der Klaviatur benötigte Hauptdarsteller Danny Glover die musikalischen Hände von Henderson Huggins. Die Honeydripper All-Star Band bestehend aus Gary Clark Jr., Dr. Mable John, Henderson Huggins, Eddie Shaw und Arthur Lee Williams begab sich beim Chicago Blues Festival auf eine Tournee, die unter anderem auch zu der Premiere des Films beim Toronto Film Festival (10. September 2007) führte. Auf dem Soundtrack sind mehr als 40 Musiker vertreten.
Für die Rolle der Bertha Mae war ursprünglich Ruth Brown vorgesehen, die am 17. November 2006 verstarb.
Gedreht wurde in 35 mm. Der IMDb zufolge lag das Budget bei geschätzt 5 Millionen US-Dollar. Der Film ist in Deutschland (noch) nicht erschienen. Maggie Renzi und John Sayles übernehmen den Vertrieb seines 19. Films selbst.

## Kritiken
„sehr, sehr gute Musik […] Danny Glover ist gut besetzt, wenn er als große, schwere, achtunggebietende Präsenz im Zentrum der Handlung steht“

„[Sayles’] Versuch, seine Charaktere gleichzeitig symbolisch und real sein zu lassen, führt zum Gegensatz […] angenehm, gutmenschlich und arg langsam. Demonstriert unglücklicherweise den Unterschied zwischen Archetyp und Stereotyp. Haut es mit dem Ersten nicht hin, wird das Zweite daraus, und das ist dann Klischee.“

„wie beinahe alle Arbeiten Sayles’ ein politischer Film, ohne die Politik selbst zum Gegenstand zu erheben. […] erzählt […] einmal mehr, wie die Vergangenheit des Landes unablässig die Gegenwart mitbestimmt, so wie die traditionelle Musik des Südens von einer Generation zur nächsten weitergegeben wird. Und doch gibt es wie immer auch hier die Freiheit, für sich selbst einen Neuanfang zu wagen“

„Der Deep South rockt in ‚Honeydripper‘ […] Sayles dreht lange Filme, die stellenweise langatmig sein können, aber in der Regel kommt er irgendwo an […] Glover ist wundervoll, und damit ist er nicht alleine“

„Man könnte John Sayles so einiges nennen – einen Aktivisten, einen Humanisten, einen flexiblen Chronisten der sozialen Ungerechtigkeiten […] aber das Etikett, das mir zuerst in den Sinn kommt, ist ‚ernst‘ […] selbst seinen besten Filmen […] hängt eine Unbeholfenheit an, die mit seinen seriösen Anliegen Hand in Hand geht.“

## Auszeichnungen und Nominierungen
San Sebastián International Film Festival 2007
- Preis Best Screenplay für John Sayles (anteilig)

Image Awards 2008
- Image Award in der Kategorie Outstanding Independent or Foreign Film
- Nominierung in der Kategorie Outstanding Writing in a Motion Picture für John Sayles